# النساء في سيشل

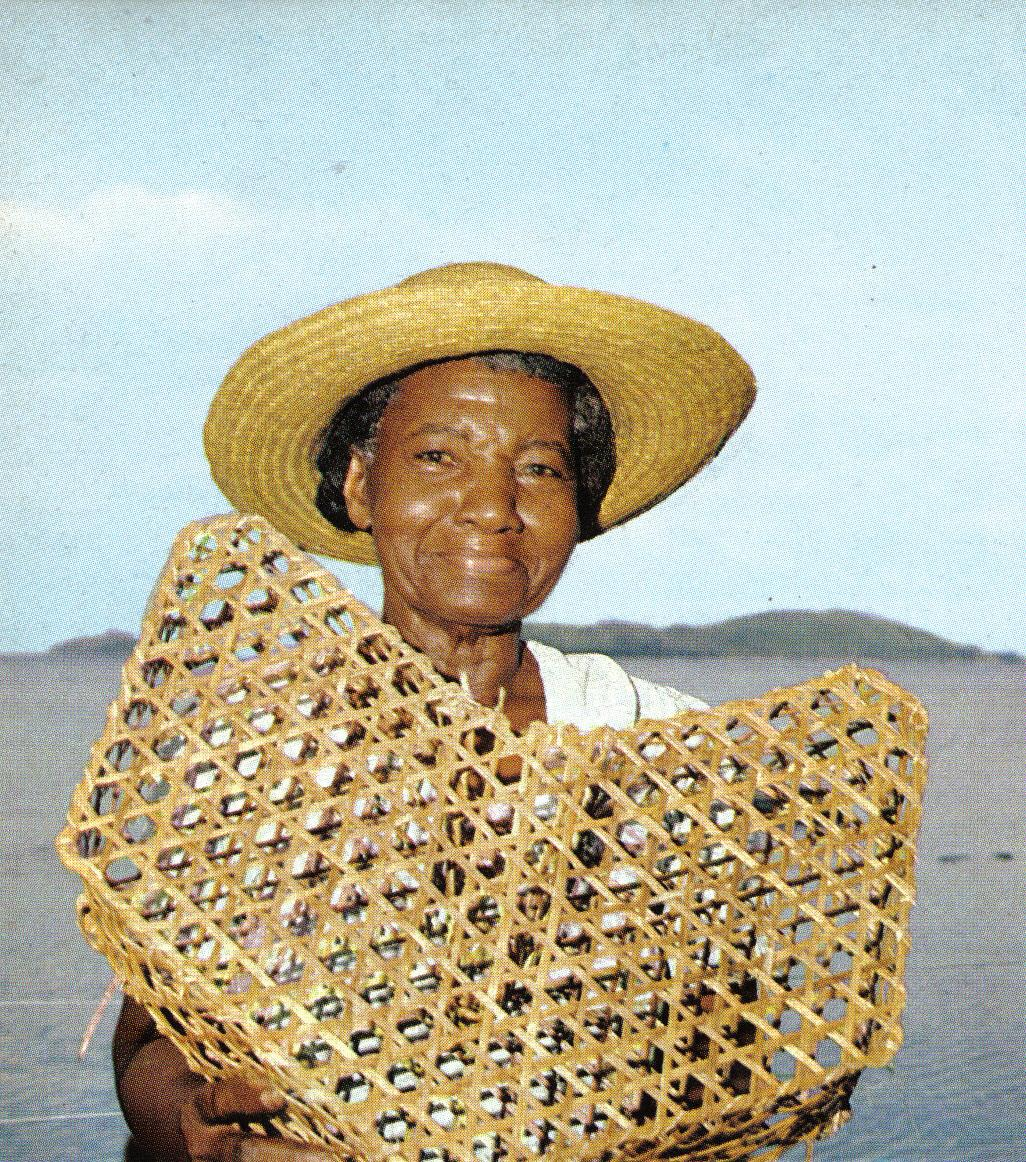
امرأة في جزر سيشل ومصيدة سمكها خلال الجزء الأول من السبعينيات.

تتمتع المرأة في سيشيل بنفس الحقوق القانونية والسياسية والاقتصادية والاجتماعية التي يتمتع بها الرجل.

## الحياة العائلية
المجتمع السيشيلي هو في الأساس مجتمع أموي أي أن تميل الأمهات هو من يسيطر على الأسرة ، حيث يتحكمن في معظم النفقات الجارية ويهتمن بمصالح الأطفال. الأمهات غير المتزوجات هي القاعدة المجتمعية ، والقانون يلزم الآباء بإعالة أطفالهم. الرجال مهمون لقدرتهم على الكسب ، لكن دورهم المنزلي هامشي نسبيًا. يمكن للنساء الأكبر سنًا الاعتماد عادةً على الدعم المالي من أفراد الأسرة الذين يعيشون في المنزل أو مساهمات من دخل الأطفال البالغين.

## العنف ضد المرأة
كان العنف المنزلي ضد المرأة مشكلة مستمرة. نادرًا ما تتدخل الشرطة في الخلافات الأسرية إلا إذا كانت تنطوي على سلاح أو اعتداء كبير. كثيرا ما رفضت السلطات القضايا القليلة التي وصلت إلى المدعي العام ، أو أصدرت المحكمة حكما مخففا على الجاني. كان هناك قلق مجتمعي متزايد بشأن العنف المنزلي وازدياد الاعتراف بالحاجة إلى معالجته.
الاغتصاب والاغتصاب الزوجي والعنف المنزلي هي جرائم جنائية يعاقب عليها بالسجن لمدة أقصاها 20 سنة. خلال عام 2007 ، سجلت محكمة الأسرة 74 شكوى عنف أسري. سجلت الشرطة 56 حالة اغتصاب وأربع حالات محاولة اعتداء جنسي. قسم الشؤون الاجتماعية في وزارة الصحة والتنمية الاجتماعية ومنظمة المرأة العاملة والتضامن ، وهي منظمة غير حكومية محلية ، قدمت خدمات استشارية لضحايا الاغتصاب.

## المجتمع النسوي
لا يوجد تمييز رسمي بين الجنسين في التوظيف ، والنساء ممثلات بشكل جيد في الأعمال التجارية. اعتبارًا من عام 1994 ، شكلت النساء ما يقرب من نصف المسجلين في معهد سيشيل بوليتكنيك المرموق ، وهو أعلى مستوى تعليمي في الجزر. اعتبارًا من عام 2007 ، كانت هناك 10 نساء في الجمعية الوطنية المكونة من 34 مقعدًا ، وسبع ينتخبن عن طريق الانتخاب المباشر وثلاث عن طريق التمثيل النسبي. في أعقاب التعديل الوزاري في يوليو / تموز 2007 ، كانت هناك امرأتان في الوزارة.

### الدعارة
الدعارة غير قانونية ولكنها لا تزال منتشرة. لا تعتقل الشرطة بشكل عام المومسات إلا إذا كانت أفعالهن تنطوي على جرائم أخرى.

### التحرش الجنسي
يحظر القانون التحرش الجنسي ولكنه نادرًا ما يتم تطبيقه. لا تميز قوانين الميراث ضد المرأة.